# Hydromanicus buenningi
Hydromanicus buenningi är en nattsländeart som beskrevs av Georg Ulmer 1907. Hydromanicus buenningi ingår i släktet Hydromanicus och familjen ryssjenattsländor. Inga underarter finns listade i Catalogue of Life.